# Hedwig Leenaert
Hedwig Leenaert (Munkzwalm, 28 november 1931 - Horebeke, 19 juni 2017) was een Belgische atleet, die gespecialiseerd was in de lange afstand en het veldlopen. Hij nam eenmaal deel aan de Olympische Spelen en veroverde zes Belgische titels.

## Biografie
Leenaert was eind jaren vijftig en begin jaren zestig van de 20e eeuw tot de komst van Gaston Roelants de beste Belgische langeafstandsloper. Hij werd tussen 1956 en 1958 driemaal Belgisch kampioen op de 3000 m steeple. In 1957 verbeterde hij het Belgische record van Frans Herman op dit nummer naar 9.02,0. Hij nam in 1958 ook deel aan de Europese kampioenschappen op die afstand, waar hij uitgeschakeld werd in de reeksen.
Zijn hoogtepunt situeert zich in de jaren 1959 en 1960. Hij verbeterde in 1959 de Belgische records op de 5000 m en de 10.000 m. Hij werd in 1959 voor het eerst Belgisch kampioen op de 10.000 m, een titel die hij in 1960 verlengde. In 1960 klopte hij in Waregem zowel Gaston Roelants als Marcel Vandewattyne op het Belgisch kampioenschap veldlopen. In 1960 nam hij ook deel aan de Olympische Spelen in Rome, waar hij uitgeschakeld werd in de reeksen van de 5000 m. Ook verbeterde hij dat seizoen nogmaals het Belgisch record op de 10.000 m.

### Clubs
Leenaert was aangesloten bij ASV Oudenaarde. Op het einde van zijn carrière stapte hij over naar Ajax SV.

## Belgische kampioenschappen
| Onderdeel      | Jaar             |
| -------------- | ---------------- |
| 10.000 m       | 1959, 1960       |
| 3000 m steeple | 1956, 1957, 1958 |
| veldlopen      | 1960             |

## Persoonlijke records
| Onderdeel      | Prestatie       | Datum             | Plaats     |
| -------------- | --------------- | ----------------- | ---------- |
| 5000 m         | 13.57,8 (ex-NR) | 11 oktober 1959   | Rome       |
| 10.000 m       | 29.22,6 (ex-NR) | 2 juli 1960       | Billingham |
| 3000 m steeple | 9.02,0 (ex-NR)  | 15 september 1957 | Boekarest  |

## Palmares

### 5000 m
- 1960: 6e reeks OS in Rome – 14,24,6

### 10.000 m
- 1959:  BK AC - 30.02,6
- 1960:  BK AC - 29.47,4

### 3000 m steeple
- 1955:  Interl. Ned.-België te Den Haag - 9.41,6
- 1956:  BK AC - 9.19,4
- 1957:  Interl. België-Ned. te Antwerpen - 9.29,6
- 1957:  BK AC - 9.04,2
- 1958:  BK AC - 9.07,4
- 1958: 8e reeks EK in Stockholm – 9.09,6

### veldlopen
- 1960:  BK AC in Waregem